# Dört Dilden Dört Telden
Dört Dilden Dört Telden war von 1990 bis 1992 eine Musikreihe der alevitischen Volksmusik.
Das Projekt „Dört Dilden Dört Telden“ (dt.: Von vier Stimmen und von vier Saiten (letzteres eine Anspielung auf die Saz)) wurde nur von alevitischen Sängerinnen gesungen.
An dieser Arbeit nahmen Güler Duman, Gülizar Akkus, Necla Yener, Sevgi Kaya, Mutlu Güler, Nilüfer Akbal, Seval Yavuz, Deste Günaydın, Edibe Sulari, Hatice Doganolgu und Gülcan Kaya teil.
Das Vorbild für dieses Musikprojekt war die Kassettenreihe „Muhabbet“ von Muhlis Akarsu, Arif Sağ, Musa Eroğlu und Yavuz Top.

## Alben
Dört Dilden Dört Telden I (1990)
- Güler Duman: Adem Oldum, Ey Nigar, Iki Keklik Seke Seke, Olmayinca
- Gülizar Akkus: Dost Gördüm, Istemem Alemde, Uslan Gönü
- Necla Yener: Bak Ne Hale Gelmisim, Dünya Ugruna, Ötme Bülbül
- Sevgi Kaya: Ne Aglayip Sorarsin, Seher Yeli Dost Eline
- Gemeinsam gesungen: Degirmen Basinda, Gizli Gizli, Odam Kirec Tutmuyor, Ugradim

Dört Dilden Dört Telden II (1991)
- Gülizar Akkus: Cagrisa Cagrisa Pire Gidelim, Kerem Eyle, Ne Sen Beni Unut, Yolcum Diloy
- Mutlu Güler: Alim Dost, Derdim Coktur, Kalem Seni Kirarim, Gelme Yavrum
- Nilüfer Akbal: Ciktim Yücesine, Gel Beri, Biz Bülbüller Öteriz
- Seval Yavuz: Ekilir Birgün, Eyvallah Pirim
- Gemeinsam gesungen: Güle Reyhan Ekerim, Yollar Seni Gide Gide Usandim

Dört Dilden Dört Telden III (1992)
- Deste Günaydin: Beni Yare, Dön Dünya, Munzura Söyleyin
- Edibe Sulari: Ey Sultanim, Kalk Gidelim Leylam, Sitem Eyledim
- Hatice Doganoglu: Cig Sari Cigdem Sari, Evvel Ali, Mah Cemaline
- Gülcan Kaya: Erzurumda Bir Kus Var, Gönlüm Hos Degil, Kello Kurban